# Saison 1972 de la WTA
Vainqueurs des tournois majeurs
Résultats des tournois de tennis organisés par la Women's Tennis Association (WTA) en 1972 :

Nota: la WTA est créée officiellement en juin 1973 mais les saisons 1971 et 1972 sont libellées WTA pour la lisibilité des enchainements des saisons.

## Organisation de la saison
Indépendamment des quatre tournois du Grand Chelem (organisés par la Fédération internationale de tennis), la saison 1972 de tennis féminin  est, pour l'essentiel, scindée en deux circuits professionnels majeurs : 
- les tournois du Virginia Slims Circuit, se déroulant exclusivement aux États-Unis. En octobre, pour la première fois, le Masters voit s'affronter les joueuses ayant réalisé les meilleurs résultats de ce Virginia Slims Circuit.
- les tournois du Commercial Union Grand Prix, se tenant pour leur part dans le monde entier.

Un certain nombre de tournois n'appartiennent à aucun de ces deux circuits (« non-Tour events »).
À ce calendrier s'ajoutent aussi deux épreuves par équipes nationales : la Coupe de la Fédération et la Wightman Cup.

## Palmarès

### Simple
| No | Date       | Nom et lieu du tournoi                              | Catégorie   | Dotation  | Surface         | Vainqueure           | Finaliste            | Score           |         |
| -- | ---------- | --------------------------------------------------- | ----------- | --------- | --------------- | -------------------- | -------------------- | --------------- | ------- |
| 1  | 27/12/1971 | Australian Open, Melbourne                          | G. Chelem   | NC        | Gazon (ext.)    | Virginia Wade        | Evonne Goolagong     | 6-4, 6-4        | Tableau |
| 2  | 04/01/1972 | New South Wales Open, Sydney                        |             | 4 000 $   | Gazon (ext.)    | Evonne Goolagong     | Virginia Wade        | 6-1, 7-64       | Tableau |
| 3  | 12/01/1972 | British Motor Cars Invitation, San Francisco        | VS Tour     | 17 000 $  | Dur (ext.)      | Billie Jean King     | Kerry Melville       | 7-60, 7-62      | Tableau |
| 4  | 17/01/1972 | BP New Zealand Open, Auckland                       |             | NC        | Gazon (ext.)    | Mona Schallau        | Marilyn Pryde        | 6-2, 6-0        | Tableau |
| 5  | 19/01/1972 | Independent Press-Telegram Champs, Long Beach       | WT Pro Tour | 17 000 $  | Dur (ext.)      | Rosie Casals         | Françoise Dürr       | 6-2, 6-74, 6-3  | Tableau |
| 6  | 19/01/1972 | South Australian Championships, Adélaïde            |             | NC        | Gazon (ext.)    | Evonne Goolagong     | Olga Morozova        | 7-64, 6-3       | Tableau |
| 7  | 24/01/1972 | Virginia Slims National Indoors, Hingham            | WT Pro Tour | 18 000 $  | Moquette (int.) | Virginia Wade        | Françoise Dürr       | 6-3, 7-5        | Tableau |
| 8  | 01/02/1972 | Virginia Slims of Ft. Lauderdale, Fort Lauderdale   | WT Pro Tour | 25 000 $  | Terre (ext.)    | Chris Evert          | Billie Jean King     | 6-1, 6-0        | Tableau |
| 9  | 01/02/1972 | Western Australian Championships, Perth             |             | NC        | Gazon (ext.)    | Evonne Goolagong     | Olga Morozova        | 6-2, 7-5        | Tableau |
| 10 | 16/02/1972 | Virginia Slims of Oklahoma, Oklahoma City           | WT Pro Tour | 20 000 $  | Moquette (int.) | Rosie Casals         | Valerie Ziegenfuss   | 6-4, 6-1        | Tableau |
| 11 | 24/02/1972 | Virginia Slims of Washington, Bethesda              | WT Pro Tour | 18 000 $  | Moquette (int.) | Nancy Richey-Gunter  | Chris Evert          | 7-61, 6-2       | Tableau |
| 12 | 28/02/1972 | K-Mart International, Birmingham (MI)               | WT Pro Tour | 15 000 $  | Moquette (int.) | Kerry Melville       | Rosie Casals         | 6-3, 6-74, 6-4  | Tableau |
| 13 | 06/03/1972 | Maureen Connolly Memorial, Dallas                   | WT Pro Tour | 32 775 $  | Moquette (int.) | Nancy Richey-Gunter  | Billie Jean King     | 7-62, 6-1       | Tableau |
| 14 | 20/03/1972 | Virginia Slims of Richmond, Richmond                | WT Pro Tour | 18 000 $  | Terre (int.)    | Billie Jean King     | Nancy Richey-Gunter  | 6-3, 6-4        | Tableau |
| 15 | 27/03/1972 | Caribe Hilton Invitational, San Juan                | WT Pro Tour | 18 000 $  | Dur (ext.)      | Nancy Richey-Gunter  | Chris Evert          | 6-1, 6-3        | Tableau |
| 16 | 27/03/1972 | South African Breweries Open, Johannesburg          |             | 15 000 $  | Dur (ext.)      | Evonne Goolagong     | Virginia Wade        | 4-6, 6-3, 6-0   | Tableau |
| 17 | 04/04/1972 | Virginia Slims of Jacksonville, Jacksonville        | WT Pro Tour | 18 000 $  | Terre (ext.)    | Marie Neumanova      | Billie Jean King     | 6-4, 6-3        | Tableau |
| 18 | 11/04/1972 | Virginia Slims Masters, St. Petersburg              | WT Pro Tour | 18 000 $  | Terre (ext.)    | Nancy Richey-Gunter  | Chris Evert          | 6-3, 6-4        | Tableau |
| 19 | 17/04/1972 | Virginia Slims Conquistadores, Tucson               | WT Pro Tour | 18 000 $  | Dur (ext.)      | Billie Jean King     | Françoise Dürr       | 6-0, 6-3        | Tableau |
| 20 | 24/04/1972 | Italian Open, Rome                                  |             | 70 800 $  | Terre (ext.)    | Linda Tuero          | Olga Morozova        | 6-4, 6-3        | Tableau |
| 21 | 01/05/1972 | Virginia Slims of Indianapolis, Indianapolis        | WT Pro Tour | 20 000 $  | Moquette (int.) | Billie Jean King     | Nancy Richey-Gunter  | 6-3, 6-3        | Tableau |
| 22 | 08/05/1972 | Rothmans British HC Championships, Bournemouth      |             | 39 000 $  | Terre (ext.)    | Evonne Goolagong     | Helga Masthoff       | 6-0, 6-4        | Tableau |
| 23 | 15/05/1972 | Rothmans Surrey Hard Court Championships, Guildford |             | NC        | Terre (ext.)    | Evonne Goolagong     | Joyce Barclay        | 7-5, 6-2        | Tableau |
| 24 | 22/05/1972 | Roland-Garros, Paris                                | G. Chelem   | NC        | Terre (ext.)    | Billie Jean King     | Evonne Goolagong     | 6-3, 6-3        | Tableau |
| 25 | 29/05/1972 | Rothmans Surrey GC Championships, Surbiton          |             | NC        | Gazon (ext.)    | Joyce Barclay        | Patti Hogan          | 6-4, 6-3        | Tableau |
| 26 | 05/06/1972 | German Open Championships, Hambourg                 | Grand Prix  | 30 000 $  | Terre (ext.)    | Helga Masthoff       | Linda Tuero          | 6-3, 3-6, 8-6   | Tableau |
| 27 | 05/06/1972 | John Player Tournament, Nottingham                  |             | NC        | Gazon (ext.)    | Jill Cooper          | Pam Teeguarden       | 2-6, 6-1, 6-4   | Tableau |
| 28 | 05/06/1972 | Refuge Assurance Northern Champ's, Manchester       |             | NC        | Gazon (ext.)    | Patti Hogan          | Esme Emanuel         | 6-2, 6-3        | Tableau |
| 29 | 05/06/1972 | Rothmans Chichester GC Champ's, Chichester          |             | NC        | Gazon (ext.)    | Karen Krantzcke      | Betty Stöve          | Pluie           | Tableau |
| 30 | 05/06/1972 | John Player RR Tournament, Nottingham               |             | 6 500 $   | Gazon (ext.)    | Billie Jean King     | NC                   | NC              | Tableau |
| 31 | 12/06/1972 | W.D. & H.O. Wills Open, Bristol                     | Grand Prix  | 52 000 $  | Gazon (ext.)    | Billie Jean King     | Kerry Melville       | 6-3, 6-2        | Tableau |
| 32 | 12/06/1972 | Green Shield Kent Championships, Beckenham          |             | NC        | Gazon (ext.)    | Olga Morozova        | Jill Cooper          | 6-4, 6-1        | Tableau |
| 33 | 19/06/1972 | Rothmans London Grass Court Champ's, Londres        |             | 14 600 $  | Gazon (ext.)    | Chris Evert          | Karen Krantzcke      | 6-4, 6-0        | Tableau |
| 34 | 19/06/1972 | Rothmans South Of England Champ's, Eastbourne       |             | 11 200 $  | Gazon (ext.)    | Françoise Dürr       | Judy Tegart-Dalton   | 8-6, 6-3        | Tableau |
| 35 | 26/06/1972 | The Championships, Wimbledon                        | G. Chelem   | NC        | Gazon (ext.)    | Billie Jean King     | Evonne Goolagong     | 6-3, 6-3        | Tableau |
| 36 | 10/07/1972 | Green Shield Welsh Championships, Newport           | Grand Prix  | 19 200 $  | Gazon (ext.)    | Kerry Melville       | Virginia Wade        | 7-5, 6-2        | Tableau |
| 37 | 10/07/1972 | Carroll's Irish Open, Dublin                        | Grand Prix  | 26 000 $  | Gazon (ext.)    | Evonne Goolagong     | Pat Pretorius        | 2-6, 6-1, 6-2   | Tableau |
| 38 | 10/07/1972 | Swedish Open, Båstad                                | Grand Prix  | 30 000 $  | Terre (ext.)    | Ingrid Löfdahl       | Christina Sandberg   | 1-6, 6-3, 8-6   | Tableau |
| 39 | 10/07/1972 | Swiss Open Championships, Gstaad                    |             | NC        | Terre (ext.)    | Kazuko Sawamatsu     | Pam Teeguarden       | 6-3, 4-6, 6-2   | Tableau |
| 40 | 17/07/1972 | Rothmans North of England Champ's, Hoylake          | Grand Prix  | 13 000 $  | Gazon (ext.)    | Evonne Goolagong     | Betty Stöve          | Partage         | Tableau |
| 41 | 17/07/1972 | Head Cup Austrian Championships, Kitzbühel          |             | NC        | Terre (ext.)    | Katja Ebbinghaus     | Marijke Jansen       | 7-5, 6-3        | Tableau |
| 42 | 25/07/1972 | Dutch Championships, Hilversum                      |             | NC        | Terre (ext.)    | Betty Stöve          | Marijke Jansen       | 7-5, 6-3        | Tableau |
| 43 | 01/08/1972 | 85th Western Championships, Cincinnati              | Grand Prix  | 42 500 $  | Terre (ext.)    | Margaret Smith Court | Evonne Goolagong     | 3-6, 6-2, 7-5   | Tableau |
| 44 | 01/08/1972 | Virginia Slims of Columbus, Columbus (GA)           |             | 25 500 $  | Terre (ext.)    | Rosie Casals         | Françoise Dürr       | 6-72, 7-60, 6-0 | Tableau |
| 45 | 07/08/1972 | US Clay Court Championships, Indianapolis           | Grand Prix  | 60 000 $  | Terre (ext.)    | Chris Evert          | Evonne Goolagong     | 7-62, 6-1       | Tableau |
| 46 | 14/08/1972 | Virginia Slims of Denver, Denver                    | WT Pro Tour | 25 000 $  | Dur (ext.)      | Nancy Richey-Gunter  | Billie Jean King     | 1-6, 6-4, 6-4   | Tableau |
| 47 | 14/08/1972 | Rothmans Canadian Open, Toronto                     | Grand Prix  | 72600 $   | Terre (ext.)    | Evonne Goolagong     | Virginia Wade        | 6-3, 6-1        | Tableau |
| 48 | 21/08/1972 | Pennsylvania Grass Court Championships, Haverford   |             | 15 000 $  | Gazon (ext.)    | Virginia Wade        | Laurie Fleming       | 6-4, 6-1        | Tableau |
| 49 | 21/08/1972 | Eastern Grass Court Championships, Orange           |             | NC        | Gazon (ext.)    | Olga Morozova        | Marina Kroschina     | 6-2, 6-7, 7-5   | Tableau |
| 50 | 22/08/1972 | Virginia Slims of Newport, Newport (RI)             | WT Pro Tour | 18 000 $  | Gazon (ext.)    | Margaret Smith Court | Billie Jean King     | 6-4, 6-1        | Tableau |
| 51 | 28/08/1972 | US Open, Forest Hills                               | G. Chelem   | 80 000 $  | Gazon (ext.)    | Billie Jean King     | Kerry Melville       | 6-3, 7-5        | Tableau |
| 52 | 12/09/1972 | Four Roses Premium Classic, Charlotte (NC)          | WT Pro Tour | 40 000 $  | Terre (ext.)    | Billie Jean King     | Margaret Smith Court | 6-2, 6-2        | Tableau |
| 53 | 18/09/1972 | Golden Gate Pacific Coast Classic, Albany           | WT Pro Tour | 20 000 $  | Dur (ext.)      | Margaret Smith Court | Billie Jean King     | 6-4, 6-1        | Tableau |
| 54 | 27/09/1972 | Virginia Slims Thunderbird Classic, Phoenix         | WT Pro Tour | 25 000 $  | Dur (ext.)      | Billie Jean King     | Margaret Smith Court | 7-63, 6-3       | Tableau |
| 55 | 07/10/1972 | Virginia Slims Championships, Boca Raton            | Masters     | 100 900 $ | Terre (ext.)    | Chris Evert          | Kerry Melville       | 7-5, 6-4        | Tableau |
| 56 | 16/10/1972 | Spanish Int’l Open Championships, Barcelone         |             | NC        | Terre (ext.)    | Gail Sherriff        | Nathalie Fuchs       | 6-1, 6-4        | Tableau |
| 57 | 17/10/1972 | Dewar Cup, Billingham                               | Dewar Cup   | 7 800 $   | Moquette (int.) | Margaret Smith Court | Julie Heldman        | 7-5, 6-0        | Tableau |
| 58 | 24/10/1972 | Dewar Cup, Édimbourg                                | Dewar Cup   | 7 800 $   | Moquette (int.) | Margaret Smith Court | Virginia Wade        | 6-3, 3-6, 7-5   | Tableau |
| 59 | 31/10/1972 | Dewar Cup of Aberavon, Aberavon                     | Dewar Cup   | 7 800 $   | Moquette (int.) | Margaret Smith Court | Virginia Wade        | 6-3, 6-4        | Tableau |
| 60 | 06/11/1972 | Dewar Cup, Torquay                                  | Dewar Cup   | 7 800 $   | Moquette (int.) | Margaret Smith Court | Virginia Wade        | 2-6, 6-3, 6-1   | Tableau |
| 61 | 16/11/1972 | Dewar Cup Final, Londres                            | Dewar Cup   | 30 720 $  | Moquette (int.) | Margaret Smith Court | Virginia Wade        | 6-1, 6-1        | Tableau |
| 62 | 21/11/1972 | Australian Hard Court Championships, Melbourne      |             | NC        | Terre (ext.)    | Evonne Goolagong     | Patricia Coleman     | 6-7, 6-2, 6-2   | Tableau |
| 63 | 27/11/1972 | Queensland State Open, Brisbane                     |             | NC        | Gazon (ext.)    | Evonne Goolagong     | Glynis Coles         | 6-0, 7-5        | Tableau |
| 64 | 27/11/1972 | South American Championships, Buenos Aires          |             | NC        | Terre (ext.)    | Virginia Wade        | Fiorella Bonicelli   | 6-4, 6-1        | Tableau |
| 65 | 04/12/1972 | Western Australian Championships, Perth             |             | 5 000 $   | Gazon (ext.)    | Margaret Smith Court | Evonne Goolagong     | 6-3, 6-2        | Tableau |
| 66 | 07/12/1972 | Clean Air Classic, New York                         |             | 15 000 $  | Moquette (int.) | Virginia Wade        | Rosie Casals         | 6-3, 6-3        |         |
| 67 | 11/12/1972 | South Australian Championships, Adélaïde            |             | NC        | Gazon (ext.)    | Evonne Goolagong     | Kerry Harris         | 6-1, 6-2        | Tableau |

### Double
| No | Date       | Nom et lieu du tournoi                             | Catégorie   | Dotation | Surface         | Vainqueures                           | Finalistes                          | Score           |         |
| -- | ---------- | -------------------------------------------------- | ----------- | -------- | --------------- | ------------------------------------- | ----------------------------------- | --------------- | ------- |
| 1  | 27/12/1971 | Australian Open Melbourne                          | G. Chelem   | NC       | Gazon (ext.)    | Helen Gourlay Kerry Harris            | Patricia Coleman Karen Krantzcke    | 6-0, 6-4        | Tableau |
| 2  | 04/01/1972 | New South Wales Open Sydney                        |             | 4 000 $  | Gazon (ext.)    | Evonne Goolagong Patricia Edwards     | Virginia Wade Lesley Turner         | 6-1, 6-2        | Tableau |
| 3  | 12/01/1972 | British Motor Cars Invitation San Francisco        | VS Tour     | 17 000 $ | Dur (ext.)      | Rosie Casals Virginia Wade            | Judy Tegart-Dalton Françoise Dürr   | 6-3, 5-7, 6-2   | Tableau |
| 4  | 17/01/1972 | BP New Zealand Open Auckland                       |             | NC       | Gazon (ext.)    | Ann Lebedeff Mona Schallau            | Jeanette Amer Robyn Hunt            | 6-1, 6-1        | Tableau |
| 5  | 19/01/1972 | Independent Press-Telegram Champs Long Beach       | WT Pro Tour | 17 000 $ | Dur (ext.)      | Rosie Casals Virginia Wade            | Helen Gourlay Karen Krantzcke       | 6-4, 5-7, 7-5   | Tableau |
| 6  | 19/01/1972 | South Australian Championships Adélaïde            |             | NC       | Gazon (ext.)    | Evonne Goolagong Olga Morozova        | Kerry Hogarth Marilyn Tesch         | 6-3, 6-0        | Tableau |
| 7  | 24/01/1972 | Virginia Slims National Indoors Hingham            | WT Pro Tour | 18 000 $ | Moquette (int.) | Rosie Casals Virginia Wade            | Judy Tegart-Dalton Françoise Dürr   | 2-6, 6-3, 7-64  | Tableau |
| 8  | 01/02/1972 | Virginia Slims of Ft. Lauderdale Fort Lauderdale   | WT Pro Tour | 25 000 $ | Terre (ext.)    | Judy Tegart-Dalton Françoise Dürr     | Nancy Richey-Gunter Virginia Wade   | 6-3, 6-2        | Tableau |
| 9  | 01/02/1972 | Western Australian Championships Perth             |             | NC       | Gazon (ext.)    | Evonne Goolagong Barbara Hawcroft     | Olga Morozova Janet Young           | 3-6, 6-4, 6-3   | Tableau |
| 10 | 16/02/1972 | Virginia Slims of Oklahoma Oklahoma City           | WT Pro Tour | 20 000 $ | Moquette (int.) | Rosie Casals Billie Jean King         | Judy Tegart-Dalton Françoise Dürr   | 6-74, 7-62, 6-2 | Tableau |
| 11 | 24/02/1972 | Virginia Slims of Washington Bethesda              | WT Pro Tour | 18 000 $ | Moquette (int.) | Wendy Overton Valerie Ziegenfuss      | Judy Tegart-Dalton Françoise Dürr   | 7-5, 6-2        | Tableau |
| 12 | 28/02/1972 | K-Mart International Birmingham (MI)               | WT Pro Tour | 15 000 $ | Moquette (int.) | Judy Tegart-Dalton Françoise Dürr     | Rosie Casals Kerry Melville         | 6-1, 6-1        | Tableau |
| 13 | 06/03/1972 | Maureen Connolly Memorial Dallas                   | WT Pro Tour | 32 775 $ | Moquette (int.) | Rosie Casals Billie Jean King         | Judy Tegart-Dalton Françoise Dürr   | 6-3, 4-6, 7-5   | Tableau |
| 14 | 20/03/1972 | Virginia Slims of Richmond Richmond                | WT Pro Tour | 18 000 $ | Terre (int.)    | Rosie Casals Billie Jean King         | Judy Tegart-Dalton Karen Krantzcke  | 7-5, 7-6        | Tableau |
| 15 | 27/03/1972 | Caribe Hilton Invitational San Juan                | WT Pro Tour | 18 000 $ | Dur (ext.)      | Rosie Casals Billie Jean King         | Judy Tegart-Dalton Karen Krantzcke  | 6-2, 6-3        | Tableau |
| 16 | 27/03/1972 | South African Breweries Open Johannesburg          |             | 15 000 $ | Dur (ext.)      | Evonne Goolagong Helen Gourlay        | Winnie Shaw Joyce Barclay           | 6-4, 6-4        | Tableau |
| 17 | 04/04/1972 | Virginia Slims of Jacksonville Jacksonville        | WT Pro Tour | 18 000 $ | Terre (ext.)    | Judy Tegart-Dalton Karen Krantzcke    | Vicky Berner Billie Jean King       | 7-5, 6-1        | Tableau |
| 18 | 11/04/1972 | Virginia Slims Masters St. Petersburg              | WT Pro Tour | 18 000 $ | Terre (ext.)    | Karen Krantzcke Wendy Overton         | Judy Tegart-Dalton Françoise Dürr   | 7-5, 6-4        | Tableau |
| 19 | 17/04/1972 | Virginia Slims Conquistadores Tucson               | WT Pro Tour | 18 000 $ | Dur (ext.)      | Kerry Harris Karen Krantzcke          | Judy Tegart-Dalton Françoise Dürr   | 6-3, 6-7, 6-3   | Tableau |
| 20 | 24/04/1972 | Italian Open Rome                                  |             | 70 800 $ | Terre (ext.)    | Lesley Hunt Olga Morozova             | Gail Sherriff Rosalba Vido          | 6-3, 6-4        | Tableau |
| 21 | 01/05/1972 | Virginia Slims of Indianapolis Indianapolis        | WT Pro Tour | 20 000 $ | Moquette (int.) | Rosie Casals Karen Krantzcke          | Judy Tegart-Dalton Françoise Dürr   | 6-2, 6-3        | Tableau |
| 22 | 08/05/1972 | Rothmans British HC Championships Bournemouth      |             | 39 000 $ | Terre (ext.)    | Evonne Goolagong Helen Gourlay        | Brenda Kirk Betty Stöve             | 7-5, 6-1        | Tableau |
| 23 | 15/05/1972 | Rothmans Surrey Hard Court Championships Guildford |             | NC       | Terre (ext.)    | Evonne Goolagong Helen Gourlay        | Winnie Shaw Joyce Barclay           | 6-2, 6-1        | Tableau |
| 24 | 22/05/1972 | Roland-Garros Paris                                | G. Chelem   | NC       | Terre (ext.)    | Billie Jean King Betty Stöve          | Winnie Shaw Nell Truman             | 6-1, 6-2        | Tableau |
| 25 | 29/05/1972 | Rothmans Surrey GC Championships Surbiton          |             | NC       | Gazon (ext.)    | Lesley Charles Jackie Fayter-Hough    | Patricia Coleman Wendy Turnbull     | 6-4, 7-7        | Tableau |
| 26 | 05/06/1972 | German Open Championships Hambourg                 | Grand Prix  | 30 000 $ | Terre (ext.)    | Helga Masthoff Heide Schildknecht     | Wendy Overton Valerie Ziegenfuss    | 6-3, 2-6, 6-0   | Tableau |
| 27 | 05/06/1972 | Rothmans Chichester GC Champ's Chichester          |             | NC       | Gazon (ext.)    | NC                                    | NC                                  | NC              | Tableau |
| 28 | 05/06/1972 | Refuge Assurance Northern Champ's Manchester       |             | NC       | Gazon (ext.)    | Brenda Kirk Ilana Kloss               | Esme Emanuel Cecilia Martinez       | 6-1, 6-3        | Tableau |
| 29 | 12/06/1972 | W.D. & H.O. Wills Open Bristol                     | Grand Prix  | 52 000 $ | Gazon (ext.)    | Helen Gourlay Karen Krantzcke         | Rosie Casals Billie Jean King       | 6-4, 6-2        | Tableau |
| 30 | 12/06/1972 | Green Shield Kent Championships Beckenham          |             | NC       | Gazon (ext.)    | Olga Morozova Sharon Walsh            | Laura duPont Mona Schallau          | 8-6, 6-1        | Tableau |
| 31 | 19/06/1972 | Rothmans London Grass Court Champ's Londres        |             | 14 600 $ | Gazon (ext.)    | Rosie Casals Billie Jean King         | Brenda Kirk Pat Pretorius           | 5-7, 6-0, 6-2   | Tableau |
| 32 | 19/06/1972 | Rothmans South Of England Champ's Eastbourne       |             | 11 200 $ | Gazon (ext.)    | Lesley Hunt Betty Stöve               | Judy Tegart-Dalton Françoise Dürr   | 6-4, 6-8, 6-3   | Tableau |
| 33 | 26/06/1972 | The Championships Wimbledon                        | G. Chelem   | NC       | Gazon (ext.)    | Billie Jean King Betty Stöve          | Judy Tegart-Dalton Françoise Dürr   | 6-2, 4-6, 6-3   | Tableau |
| 34 | 10/07/1972 | Green Shield Welsh Championships Newport           | Grand Prix  | 19 200 $ | Gazon (ext.)    | Judy Tegart-Dalton Betty Stöve        | Kerry Harris Kerry Melville         | 7-5, 6-4        | Tableau |
| 35 | 10/07/1972 | Swedish Open Båstad                                | Grand Prix  | 30 000 $ | Terre (ext.)    | Julie Anthony Kathy Blake             | Christina Sandberg Ingrid Löfdahl   | 1-6, 6-4, 6-3   | Tableau |
| 36 | 10/07/1972 | Carroll's Irish Open Dublin                        | Grand Prix  | 26 000 $ | Gazon (ext.)    | Brenda Kirk Pat Pretorius             | Evonne Goolagong Karen Krantzcke    | 6-3, 8-10, 6-2  | Tableau |
| 37 | 10/07/1972 | Swiss Open Championships Gstaad                    |             | NC       | Terre (ext.)    | Fiorella Bonicelli M. Fernández       | Julie Heldman Pam Teeguarden        | 6-3, 6-3        | Tableau |
| 38 | 17/07/1972 | Rothmans North of England Champ's Hoylake          | Grand Prix  | 13 000 $ | Gazon (ext.)    | Evonne Goolagong Helen Gourlay        | Brenda Kirk Pat Pretorius           | Partage         | Tableau |
| 39 | 17/07/1972 | Head Cup Austrian Championships Kitzbühel          |             | NC       | Terre (ext.)    | Katja Ebbinghaus Heide Schildknecht   | Mandy Morgan Lucia Sarno            | 6-0, 6-1        | Tableau |
| 40 | 25/07/1972 | Dutch Championships Hilversum                      |             | NC       | Terre (ext.)    | Michèle Gurdal Betty Stöve            | Lany Kaligis Lita Sugiarto          | 6-4, 6-0        | Tableau |
| 41 | 01/08/1972 | 85th Western Championships Cincinnati              | Grand Prix  | 42 500 $ | Terre (ext.)    | Margaret Smith Court Evonne Goolagong | Brenda Kirk Pat Pretorius           | 6-4, 6-1        | Tableau |
| 42 | 01/08/1972 | Virginia Slims of Columbus Columbus (GA)           |             | 25 500 $ | Terre (ext.)    | Françoise Dürr Helen Gourlay          | Kerry Harris Kerry Melville         | 6-4, 6-3        | Tableau |
| 43 | 07/08/1972 | US Clay Court Championships Indianapolis           | Grand Prix  | 60 000 $ | Terre (ext.)    | Evonne Goolagong Lesley Hunt          | Margaret Smith Court Pam Teeguarden | 6-2, 6-1        | Tableau |
| 44 | 14/08/1972 | Virginia Slims of Denver Denver                    | WT Pro Tour | 25 000 $ | Dur (ext.)      | Françoise Dürr Lesley Hunt            | Helen Gourlay Karen Krantzcke       | 6-0, 6-3        | Tableau |
| 45 | 14/08/1972 | Rothmans Canadian Open Toronto                     | Grand Prix  | 72600 $  | Terre (ext.)    | Margaret Smith Court Evonne Goolagong | Brenda Kirk Pat Pretorius           | 3-6, 6-3, 7-5   | Tableau |
| 46 | 21/08/1972 | Pennsylvania Grass Court Championships Haverford   |             | 15 000 $ | Gazon (ext.)    | Virginia Wade Sharon Walsh            | Brenda Kirk Pat Pretorius           | 7-6, 6-2        | Tableau |
| 47 | 21/08/1972 | Eastern Grass Court Championships Orange           |             | NC       | Gazon (ext.)    | Marina Kroschina Olga Morozova        | Carole Caldwell Patti Hogan         | 6-7, 6-2, 6-2   | Tableau |
| 48 | 22/08/1972 | Virginia Slims of Newport Newport (RI)             | WT Pro Tour | 18 000 $ | Gazon (ext.)    | Margaret Smith Court Lesley Hunt      | Rosie Casals Billie Jean King       | 6-2, 6-2        | Tableau |
| 49 | 28/08/1972 | US Open Forest Hills                               | G. Chelem   | 80 000 $ | Gazon (ext.)    | Françoise Dürr Betty Stöve            | Margaret Smith Court Virginia Wade  | 6-3, 1-6, 6-3   | Tableau |
| 50 | 12/09/1972 | Four Roses Premium Classic Charlotte (NC)          | WT Pro Tour | 40 000 $ | Terre (ext.)    | Françoise Dürr Betty Stöve            | Margaret Smith Court Lesley Hunt    | Partage         | Tableau |
| 51 | 18/09/1972 | Golden Gate Pacific Coast Classic Albany           | WT Pro Tour | 20 000 $ | Dur (ext.)      | Ann Haydon-Jones Billie Jean King     | Margaret Smith Court Lesley Hunt    | 7-5, 2-6, 7-64  | Tableau |
| 52 | 27/09/1972 | Virginia Slims Thunderbird Classic Phoenix         | WT Pro Tour | 25 000 $ | Dur (ext.)      | Rosie Casals Wendy Overton            | Françoise Dürr Betty Stöve          | 6-4, 6-3        | Tableau |
| 53 | 16/10/1972 | Spanish Int’l Open Championships Barcelone         |             | NC       | Terre (ext.)    | Gail Sherriff Nathalie Fuchs          | Michèle Gurdal Monique Van Haver    | 6-4, 6-2        | Tableau |
| 54 | 17/10/1972 | Dewar Cup Billingham                               | Dewar Cup   | 7 800 $  | Moquette (int.) | Margaret Smith Court Virginia Wade    | Patti Hogan Sharon Walsh            | 6-3, 6-2        | Tableau |
| 55 | 24/10/1972 | Dewar Cup Édimbourg                                | Dewar Cup   | 7 800 $  | Moquette (int.) | Margaret Smith Court Virginia Wade    | Julie Heldman Betty Stöve           | 6-2, 6-3        | Tableau |
| 56 | 31/10/1972 | Dewar Cup of Aberavon Aberavon                     | Dewar Cup   | 7 800 $  | Moquette (int.) | Margaret Smith Court Virginia Wade    | Julie Heldman Betty Stöve           | 6-0, 6-3        | Tableau |
| 57 | 06/11/1972 | Dewar Cup Torquay                                  | Dewar Cup   | 7 800 $  | Moquette (int.) | Margaret Smith Court Virginia Wade    | Brenda Kirk Sharon Walsh            | 6-4, 6-4        | Tableau |
| 58 | 16/11/1972 | Dewar Cup Final Londres                            | Dewar Cup   | 30 720 $ | Moquette (int.) | Margaret Smith Court Virginia Wade    | Brenda Kirk Sharon Walsh            | 6-1, 6-4        | Tableau |
| 59 | 21/11/1972 | Australian Hard Court Championships Melbourne      |             | NC       | Terre (ext.)    | Evonne Goolagong Janet Young          | Patricia Coleman Sally Irvine       | 2-6, 6-4, 6-3   | Tableau |
| 60 | 27/11/1972 | South American Championships Buenos Aires          |             | NC       | Terre (ext.)    | Helga Masthoff Pam Teeguarden         | Ana María Arias Virginia Wade       | 7-5, 6-2        | Tableau |
| 61 | 27/11/1972 | Queensland State Open Brisbane                     |             | NC       | Gazon (ext.)    | Janet Fallis Evonne Goolagong         | Barbara Hawcroft Marilyn Tesch      | NC              | Tableau |
| 62 | 04/12/1972 | Western Australian Championships Perth             |             | 5 000 $  | Gazon (ext.)    | Margaret Smith Court Kazuko Sawamatsu | Evonne Goolagong Lesley Hunt        | 6-2, 6-3        | Tableau |
| 63 | 11/12/1972 | South Australian Championships Adélaïde            |             | NC       | Gazon (ext.)    | Eugenia Birioukova Janet Young        | Evonne Goolagong Helen Gourlay      | 6-3, 6-2        | Tableau |

### Double mixte
| No | Date       | Nom et lieu du tournoi                    | Catégorie  | Dotation | Surface      | Vainqueures                          | Finalistes                         | Score         |         |
| -- | ---------- | ----------------------------------------- | ---------- | -------- | ------------ | ------------------------------------ | ---------------------------------- | ------------- | ------- |
| 1  | 22/05/1972 | Roland-Garros Paris                       | G. Chelem  | NC       | Terre (ext.) | Evonne Goolagong Kim Warwick         | Françoise Dürr Jean-Claude Barclay | 6-2, 6-4      | Tableau |
| 2  | 05/06/1972 | German Open Championships Hambourg        | Grand Prix | 30 000 $ | Terre (ext.) | Heide Schildknecht Jürgen Fassbender | NC                                 | NC            | Tableau |
| 3  | 26/06/1972 | The Championships Wimbledon               | G. Chelem  | NC       | Gazon (ext.) | Rosie Casals Ilie Năstase            | Evonne Goolagong Kim Warwick       | 6-4, 6-4      | Tableau |
| 4  | 25/07/1972 | Dutch Championships Hilversum             |            | NC       | Terre (ext.) | Betty Stöve Robert Howe              | Wendy Turnbull Colin Dibley        | 2-6, 9-7, 6-3 | Tableau |
| 5  | 28/08/1972 | US Open Forest Hills                      | G. Chelem  | 80 000 $ | Gazon (ext.) | Margaret Smith Court Marty Riessen   | Rosie Casals Ilie Năstase          | 6-3, 7-5      | Tableau |
| 6  | 27/11/1972 | South American Championships Buenos Aires |            | NC       | Terre (ext.) | M. Fernández Iván Molina             | Elvira Weisenberger Belus Prajoux  | 7-5, 6-4      | Tableau |

## Coupe de la Fédération
| Date     | Lieu                     | Surf.      | Vainqueur               | Finaliste                               | Score |         |
| 25/03/72 | Johannesburg, Ellis Park | Dur (ext.) | Pat Walkden Brenda Kirk | Joyce Barclay Virginia Wade Winnie Shaw | 2-1   | Tableau |

## Wightman Cup
Épreuve conjointement organisée par lUnited States Tennis Association et la Lawn Tennis Association
| Date     | Lieu      | Vainqueur  | Perdant     | Score |
| 16/06/72 | Wimbledon | États-Unis | Royaume-Uni |       |

## Sources
- (en) WTA Tour : site officiel
- (en) [PDF] WTA Tour : palmarès complet 1971-2011